# Philippe Dautzenberg

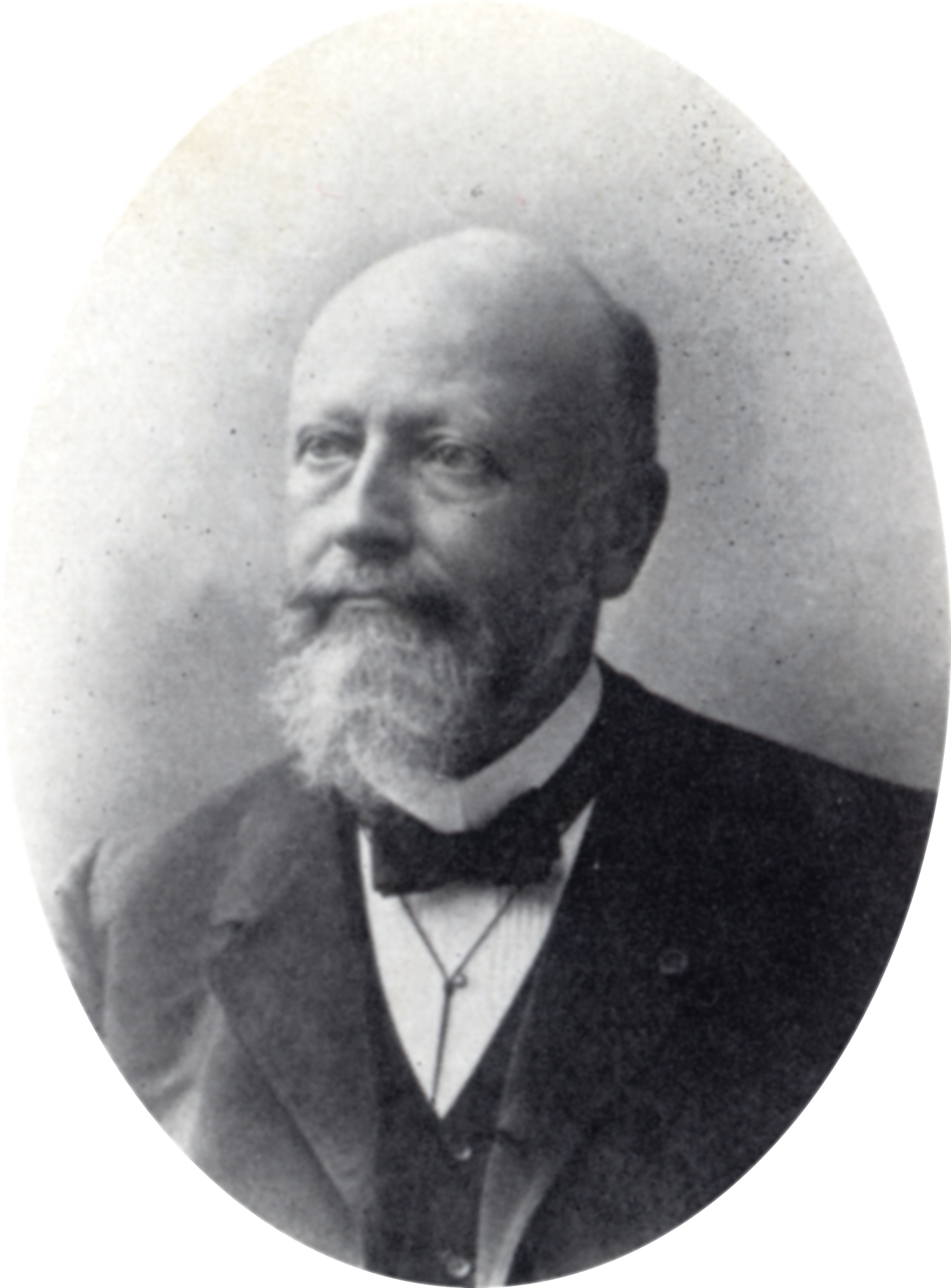
Philippe Dautzenberg

Philippe Dautzenberg (Elsene, 20 december 1849 - Parijs, 9 mei 1935) was een Belgisch malacoloog.

## Levensloop
Na zijn studies aan het Koninklijk Atheneum van Brussel vertrok hij op 19 oktober 1867 naar Parijs, waar hij aan de slag ging bij het Maison Demy-Doineau et Braquenié, een onderneming die eigendom was van vrienden van zijn vader en befaamd was voor de tapijten die er handmatig werden vervaardigd in Aubusson, Felletin en Mechelen. Kort daarop, in 1872, trad hij in het huwelijk met juffrouw Marie Gabrielle Braquenié.
Reeds op jonge leeftijd had Dautzenberg belangstelling voor schelpen en insecten. De schelpen werden voor hem een passie. Hij combineerde zijn beroepsactiviteit als ondernemingshoofd met de malacologische werkzaamheden die hem internationale wetenschappelijke faam bezorgden. Zijn collectie groeide door de vele exploraties in Frankrijk, maar vooral door aankoop en ruil.
Ondanks zijn lang verblijf in Frankrijk bleef Dautzenberg erg gehecht aan zijn geboorteland en in 1929 maakte hij per testament zijn bibliotheek bestaande uit 7957 gespecialiseerde werken en zijn uitzonderlijke verzameling van 4 500 000 exemplaren, met 31 600 recente en ongeveer 7000 fossiele soorten, na aan het Koninklijk Belgisch Instituut voor Natuurwetenschappen (KBIN).
In zijn bibliotheek bevonden zich talrijke nu als "onvindbaar" beschouwde boeken zoals de Universal Conchologist (1784) van Thomas Martyn, het Museum Calonnianum (1797) van Christian Hee Hwass, het Museum Boltenianum (1798) van Röding en de Catalogue des Curiosités de la Nature (1767) van Pedro Franco Davila.
Dautzenberg beschreef in zijn 210 publicaties niet minder dan 1895 nieuwe taxa.
Hij kwam in contact met talrijke befaamde malacologen en correspondeerde onder meer met prins Albert van Monaco, met Koning Leopold III en met Keizer Hirohito, van wie hij materiaal bestudeerde.
Dautzenberg was lid van talrijke wetenschappelijke en artistieke verenigingen en nam in vele ervan ook het voorzitterschap waar. Zo was hij bijvoorbeeld voorzitter van de Société royale zoologique et malacologique de Belgique in de jaren 1903-1904. Hij werd vereerd met talrijke eervolle onderscheidingen en was bovendien Commandeur in de Orde van Leopold en Ridder in het Legioen van Eer.

## Werk
- Mollusques provenant des campagnes de l'Hirondelle et de la Princesse-Alice dans les Mers du Nord. Résultats des Campagnes Scientifiques Accomplies sur son Yacht par Albert Ier Prince Souverain de Monaco, 1912, samen met H. Fisher